# Barrali
Barrali település Olaszországban, Szardínia régióban, Cagliari megyében. Lakosainak száma 1096 fő (2023. január 1.). Barrali Pimentel, Sant’Andrea Frius, Ortacesus, Samatzai és Donori községekkel határos.

## Népesség
A település népességének változása:
| Lakosok száma | 1127 | 1134 | 1096 |
|               | 2017 | 2018 | 2023 |